# Cổ sự ký

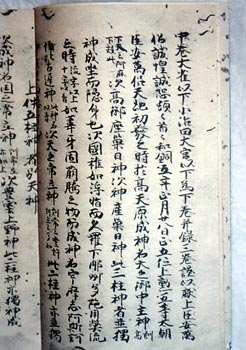
Cổ Sự Ký của Chân Phước Tự, Hashima, Gifu

Kojiki (古事記  (Cổ sự ký)) hay Furukoto Fumi là ghi chép biên niên cổ nhất còn sót lại của Nhật Bản. ‘’Cổ sự ký’’ được Ō no Yasumaro viết vào thế kỷ thứ 8 theo thánh chỉ của Hoàng gia. Kojiki tập hợp các thần thoại về nguồn gốc của nước Nhật và các vị thần (kami). Cùng với Nihon Shoki (‘’Nhật Bản thư kỷ’’), các thần thoại trong Kojiki đã ảnh hưởng ít nhiều tới các thần thoại và nghi lễ Thần đạo, bao gồm cả lễ thanh tẩy misogi.

## Cấu trúc
Kojiki bao gồm nhiều bài thơ và bài hát. Dù ghi chép lịch sử và thần thoại được viết bằng chữ Hán có xen lẫn nhiều ký tự Nhật Bản, các bài hát được viết bằng chữ Hán chỉ là ký âm. Cách sử dụng Hán tự đặc biệt này được gọi là Man'yōgana, hiểu được Man’yogana mới mong hiểu được nghĩa các bài hát. Các bài hát này dùng thứ thổ ngữ vùng Yamato thế kỷ 7-8, gọi là Jōdai Nihongo (tức "tiếng Nhật cổ đại").
Kojiki được chia làm 3 phần: Kamitsumaki (‘’quyển thượng’’), Nakatsumaki (‘’quyển trung’’) và Shimotsumaki (và ‘’quyển hạ").
Phần "Kamitsumaki" gồm cả lời tựa, tập trung vào các vị thần sáng tạo và sự ra đời của nhiều thần khác nhau.
Phần "Nakatsumaki" bắt đầu với câu chuyện về Thiên hoàng Jimmu, Thiên hoàng đầu tiên của Nhật Bản và kết thúc ở Thiên hoàng thứ 15, Thiên hoàng Ōjin. Nhiều câu chuyện trong đó chỉ là thần thoại, và các thông tin lịch sử trong đó ít tính thực tế. Chưa rõ lý do vì sao thành tích của các Thiên hoàng từ thứ 2 tới thứ 9 không được ghi lại. Các nghiên cứu gần đây cho rằng những Thiên hoàng này được tạo ra để lùi việc đăng cơ của Jimmu lại năm 660 TCN.
Phần "Shimotsumaki" chép về các Thiên hoàng từ thứ 16 tới thứ 33, không giống như các phần trước, phần này có rất ít đề cập tới các vị thần. Thông tin về các Thiên hoàng từ thứ 24 tới 33 cũng thiếu sót rất nhiều.

## Trong lịch sử
Trong thời Edo, Motoori Norinaga nghiên cứu rất kỹ Kojiki rồi viết Kojiki-den ("Chú giải Cổ sự ký"). Ông là người đầu tiên cho rằng ‘’Kojiki’’ đã bị làm giả rất lâu sau thời gian người ta cho rằng nó được biên soạn.

## Bản chép tay
Có hai phiên bản chép tay ‘’Kojiki’’ chính: Ise và Urabe. Bản Urabe còn lại bao gồm 36 bản chép tay tất cả đều dựa trên bản in năm 1522 của Urabe Kanenaga. Bản Ise có thể được chia thành bản chép tay Shinpukuji (真福寺本 ’’Chân Phúc Tự bản’’) từ năm 1371-1372 và bản chép tay Dōka (道果本 ’’Đạo Quả bản’’). Bản Dōka bao gồm:
- Bản chép tay Dōka (道果本 ’’Đạo Quả bản’’?) năm 1381; chỉ còn nửa đầu phần 1
- Bản chép tay Dōshō (道祥本 ’’Đạo Tường bản?) năm 1424; chỉ còn phần 1, có nhiều lỗi
- Bản chép tay Shun'yu (春瑜本 ’’Xuân Du bản?) năm 1426; một phần

Bản chép tay Shinpukuji (1371–1372) là bản chép tay cổ nhất. Dù được phân vào nhóm Ise, nó thực chất là sự pha trộn của cả hai nhánh. Nhà sư Ken’yu chép lại bản chép tay của Ōnakatomi Sadayo. Năm 1266, Sadayo chép lại hai phần 1 và 3, nhưng không tìm được phần 2. Cuối cùng, năm 1282, ông tìm thấy phần 2 trong một bản chép tay nhóm Urabe.